# 梅原真隆

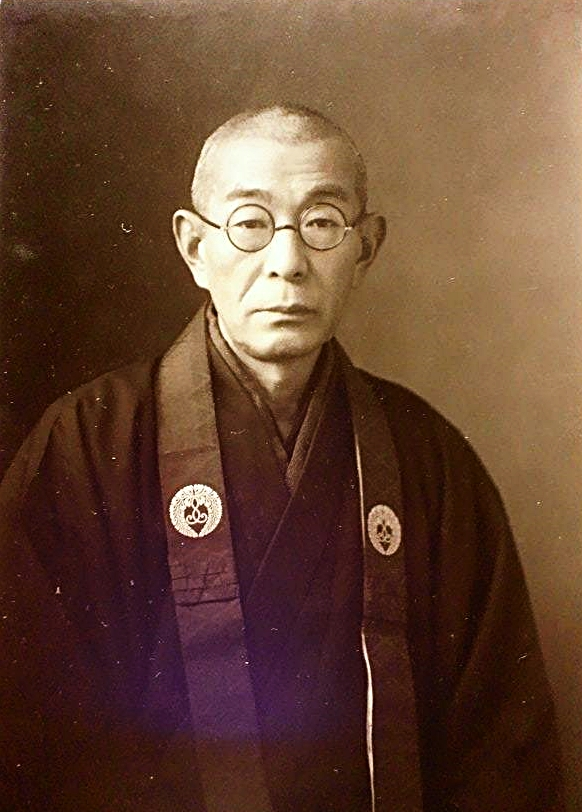
梅原真隆

梅原 真隆（梅原 眞隆、うめはら しんりゅう、1885年〈明治18年〉11月11日 - 1966年〈昭和41年〉7月7日）は、日本の仏教学者。富山県滑川市寺家町の浄土真宗本願寺派梅原山専長寺27代・29代住職。龍谷大学教授、本願寺派執行、本願寺派勧学寮頭（5期）、顕真学苑主幹、京都市会議員、参議院議員（1期）、富山大学第3代学長。

## 経歴

### 幼少期
父・隆乗、母・ヨシイの長男として誕生。「真隆」という名は父・隆乗が「真宗興隆」の任を果たすような僧侶になるように願って名付けられた。
生家である専長寺は鎌倉時代からの血統を受け継ぐ浄土真宗の寺院。江戸時代の繁栄当時は広大な境内地や十数間もの巨大な伽藍を擁した寺院であったが、江戸末期から明治初期にかけて町を何度も舐め尽くした大火により類焼を重ね、真隆が生まれた頃は焼け跡に建てられた粗末な仮小屋住まいという貧しい暮らしであった。明治初期に24世實乗、25世真乗が若くして相次いで早世したため男性継職者不在となり、同組専称寺から父・26世隆乗が幼少の頃から迎えられ、ヨシイ（實乗の子）と結婚。幼少時代は主に祖母（實乗の妻・水橋照蓮寺出身）のもとで育てられ、真隆の宗教的芽生えのきっかけとなった。いつも「偉い人にならなくてもよい。有り難い人になって」と諭されたという。

### 少年期
1899年、滑川尋常高等小学校卒業後、富山徳風教校（後の越中仏教中学）を経て、東京の高輪仏教中学（現高輪学園に継承）第3学年へ編入し、高楠順次郎などの師に恵まれた。清沢満之の講演を聞き、「歎異抄」の講話にひかれ、以来古本屋で探し求めた「歎異抄」を懐に入れて持ち歩いた。1903年本山の方針で高輪仏教中学校が学校統合により廃止となり、これに反対した学生たちはストライキで対抗。真隆もこれに参加したがやがて同学園を追われ、福井第二仏教中学（現北陸高校）へ編入し最優等で卒業する。その在学中、もう一度東京へ出て学びたいと考えた真隆は、無謀にも同志2人と共に無銭徒歩旅行を画策。雪の降りしきる中新潟県上越市小丸山別院（現国府別院）に辿り着き一夜の宿を求めたところ、家出同然の身であることを輪番婦人に諭され、東京行きを断念した。16歳で得度し僧籍を取得。

### 青年期
1905年同校卒業後、1年志願兵として金沢歩兵第三十五隊に入営し陸軍軍曹に任じられ満期除隊。仏教大学（現龍谷大学）へ進学するが、間もなく重い肺結核にかかり失意とともに帰郷。死と隣り合わせの日々を送る中で「歎異抄」が心の支えとなった。病は徐々に回復し、大学復学後は学内一の秀才とうたわれ、その答案は驚くほど完璧で、教師の注目を浴び将来を嘱望された。学外では雄弁ぶりで名を馳せ「梅原の前に梅原なく、梅原の後ろに梅原なし」と言われた。同校考究院へ進み、前田慧雲・薗田宗恵などの師を得て研究を続けた。読書を好み、ロシアの文豪・トルストイに関心を持ち、「立ち止まり、そして静かに考えよ」という言葉に惹かれた。1910年野田たみ（高岡大栄寺）と結婚。
当時、西本願寺22世門主・鏡如（大谷光瑞）が、中央アジアの仏教遺跡発掘のために大谷探検隊を派遣していた。ある時、成績優秀な学生がいると聞きつけた光瑞が、真隆のいる講堂を訪れて直に大谷探検隊へ誘ったが、親鸞の道を歩むことを既に決心していた為これを断っている。

### 龍谷大学教授
1914年講師を経て1919年教授となる。真宗学・中国仏教史・日本仏教史などを担当。妻子を迎えた京都市内の住まいでは、時折学生たちを呼んで「歎異抄」や「末燈鈔」の信仰座談会を開いた。1920年「親鸞聖人研究」を創刊。親鸞の史伝・思想・教学などについての論文は、真隆の真宗学者としての地位を確固たるものとし、宗門の内外で高い評価を受けた。1928年に文学部兼専門部教授へ昇進し、真宗概論や『愚禿鈔』の購読と講義などを担当した。
雑誌や真渓涙骨社主『中外日報』紙の原稿を書き、その編集も手伝った。また同紙第三面右上欄に「ペン光るかな」と題して無署名で執筆。その短文は、柴田晩葉・山口八九子・角田素江の挿絵とともに多数の愛読者を得て10年余続いた。真隆と親交の深かった九条武子もその1人といわれる。
1923年越後から東関東へ聖地巡礼した際、9月1日に関東大震災に遭ったが一命を取りとめた。1925年、最後の御堂焼失から44年を経て、自坊専長寺御堂再建を果たす。

### 顕真学苑創設
1929年、龍谷大学では学長前田慧雲の後任人事を巡って問題が起こり、転機を迎える。真隆をはじめ心ある教授が中心となって本山からの天下り学長排撃運動を起こしたが、混乱を招いた責任をとり13人の教授とともに大学を去った。同年10月、大学を去った同志とともに、真宗学を中心に仏教文化の研究を主な目的とした「顕真学苑」を創設。自由な宗教研究活動を始め、その活動は全国各地の信奉者に支えられた。日曜日ごとに修道講座、若い学僧の研究発表や法話指導、春秋2回の大会には全国から多数の参加者があり満堂の盛況であった。学究的な活動を目指して顕真学会を組織し、研究発表・討論会・史跡調査などを活発的に行なった。特別講座では聖地巡礼を企画、夏には遠隔地への参拝・踏査を行なった。学苑メンバーの人格・識見は教団内外から高く評価され、信奉者は全国に20万人以上に及び、その布施は学苑の経営や仏教書の出版に充てられた。1935年「親鸞聖人研究館」落成。
真隆のもとには全国各地の信奉者から多くの便りが寄せられたが、真隆は届いた日に必ず目を通し、その日のうちに返事を出すように心掛けていた為、常にペンとハガキを持ち歩き、多忙な職務の合間には常に返事を書いた。自坊での法務ではいつも筆と硯を持ち、門徒から書を懇願されるたびに筆をとったため、現在も多数の書が残されている。また、生涯を通して全国の旧跡巡礼や布教活動を行い続け、若い頃は船旅で海外へも赴いた。いつも「たとえ布教の旅で死んでも本望」と口にしていたという。厚い信奉者からは「生き仏」「今親鸞」などと称された。

### 参議院議員
1947年、第1回参議院議員通常選挙に全国区から立候補する。355,234票を獲得し全国第7位で当選。築地本願寺を宿舎として国会に通った。
山本有三らの提唱に賛同し、田中耕太郎・佐藤尚武・下条康麿らとともに院内交渉団体結成の発起人に加わる。「会員は少数であっても、政党色のない純粋公正な人材たるべきこと、会の決定で会員の行動を束縛せず自由意思を尊重すること、国会審議にあたっては一定のイデオロギーを前提とせず是々非々の態度でのぞむこと」を骨子に新会派の結成を目指し、参議院で250名中92名を占める一会派「緑風会」が誕生。その名には「新憲法による新しい国会が初めて開かれた新緑の月、その緑は七色のなかの中央の色、国会に新鮮な風を送り込みたい」という意味がこめられた。在任中は文部（現文教）委員長と議会運営委員長などを歴任し、戦後の教育行政に関する諸法案の成立に関わる。富山大学経済学部の新設に尽力。

### 勧学寮頭
1950年、議員任期中に本願寺派勧学寮頭となる。これまで1937年に勧学、勧学寮員を経てその最高責任者となり、以後亡くなるまで5期務めた。かつて本山の権威主義に抗し一時は対立関係にあったが、自ら設立した顕真学苑を拠点とした活動が評価されていた。本願寺内ではこの他、1936年に特選会衆（現宗会議員）、1939年から2年間は執行（現総務）に任じられ宗政を担当。1937年夏に安居副講、1939年夏に安居本講を命じられ、1951年から1957年まで安居綜理となり戦後の伝統的行事の復興に努めた。
札幌龍谷学園高校校歌の作詞を手掛ける。自坊の専長寺御堂裏には三階構造からなる巨大な経蔵が築かれた。

### 富山大学学長
1957年、富山大学第3代学長に選出。72歳ながら官舎に一人住まいし、多忙な任務を遂行。部屋には「慎独」と書かれた父遺愛の扁額を掲げていた。当時の学部校舎は県内各地に分散しており、富山市五福に広いキャンパスを確保し、分散していた文理学部・薬学部・工学部の集中を目指した。これを実現させるため、学内の意思統一を図るとともに県庁や市役所などの地元諸機関、文部省や国会への陳情などに奔走。後に各学部の移転予算が認められた。

### 晩年・没後
1966年4月の春の叙勲で勲二等に叙され、瑞宝章を受章する。故郷滑川市叙勲式典へ出席、次いで自坊専長寺にて祝賀会が開かれた。
同年7月7日、京都府立医科大学病院で死去した。80歳没。「みなさん長らくお世話になりました。心よりふかく感謝いたします。どうかお念仏をよろこんで生きて下さい。私もお浄土でまっております。」と言葉を残す。辞世の歌「生きるよし　死するまたよし　生死の　峠にたちて　ただ念仏する」。
翌8日、特旨を以て位七級を追陞され、死没日付をもって正八位から従四位に叙された。本願寺から院号法名「顕真院釈真隆法師」が贈られ、同年8月3日、京都東山五条の大谷本廟で本願寺宗門葬が行われた。
1999年の33回忌には、故郷の滑川市立博物館で「梅原真隆展」が開催された。

## 略歴
- 1885年 - 富山県上新川郡寺家村（現滑川市寺家町）浄土真宗本願寺派専長寺に誕生
- 1899年 - 滑川尋常高等小学校卒業
- 1910年 - 富山徳風教校（後の越中仏教中）を経て東京高輪仏教中学(現高輪学園)3年編入
- 1905年 - 福井第二仏教中学（現北陸高校）4年級編入
- 1914年 - 仏教大学（現龍谷大学）考究院卒業、同大学講師
- 1917年 - 本願寺派輔教
- 1919年 - 同大学教授
- 1920年 - 同大学監事
- 1924年 - 本願寺派司教
- 1928年 - 同大学文学部教授兼専門部教授
- 1930年 - 顕真学苑創設
- 1937年 - 本願寺派勧学
- 1939年 - 京都司法保護常務委員参務、京都保護観察審査会予備委員、西本願寺執行（現総務〜1941年）
- 1940年 - 京都府親和会、京都市同和会理事、改悔批判与奪
- 1941年 - 京都市会議員に選出、軍事保護院より傷夷軍人精神指導講師嘱託、大政翼賛会本部調査委員
- 1942年 - 父・隆乗逝去により専長寺27世継職
- 1943年 - 京都仏教会理事、聖徳太子奉讃会評議員
- 1945年 - 還暦。次男隆嗣（太平洋戦争出征中）へ28世を譲る
- 1947年 - 1944年に隆嗣戦死（戦死広報1946年）により29世継職
- 1947年 - 参議院議員選挙にて355,234票獲得し当選
- 1950年 - 本願寺派勧学寮頭（〜1966年）
- 1957年 - 第十回富山県文化賞受章。富山大学第3代学長就任(〜1961年)
- 1959年 - 富山大学経営短期大学学長併任（〜1961年）
- 1966年 - 勲二等瑞宝章。7月7日未明京都府立医科大学病院にて死去、81歳。8月3日京都大谷本廟にて宗門葬
- 1999年 - 滑川市立博物館にて「梅原真隆展」開催

## 著書

### 研究書
- 「親鸞聖人研究」（親鸞聖人研究発行所、合本第一巻、1920年〜1936年、80篇）
- 「歎異抄に現れたる親鸞聖人」（親鸞聖人研究発行所、1925年）
- 「正信念仏偈」（顕真学苑出版、1929年）
- 「聖容」（親鸞聖人研究発行所、1929年）
- 「覚如上人の伝統」（顕真学苑出版部、1931年）
- 「晩年の親鸞聖人」（顕真学苑出版部、1931年）
- 「歎異抄概説」（顕真学苑出版部、1931年）
- 「親鸞聖人の三経観」（顕真学苑出版部、1932年）
- 「真実の道」「大経五悪段講話」（親鸞聖人研究発行所、1932年）
- 「真宗相承の系譜」「皇太子聖徳奉讃概説」（顕真学苑出版部、1933年）
- 「正信偈・歎異抄講義」（東方書院、1933年）
- 「聖鑑」「教行信證序説」（顕真学苑出版部、1934年）
- 「尊号真像銘文序説」（顕真学苑出版部、1935年）
- 「聖典講話」（顕真学苑出版部、1936年）
- 「点描」「大道の顕示」「正信偈十講」（親鸞聖人研究発行所、1936年）
- 「唯信鈔文意講義」（親鸞聖人研究発行所、1937年）
- 「真宗提要」（道発行所、1937年）
- 「念仏者疑問」（親鸞聖人研究発行所、1938年）
- 「聖教講讃」「報恩講式講話」（顕真学苑出版部、1938年）
- 「覚信御房御返事・たかたの入道殿御返事」「獲得名号自然法爾」「親鸞聖人御消息講義」（親鸞聖人研究発行所、1938年）
- 「慈信房義絶状」「異本対校愚禿鈔」（親鸞聖人研究発行所、1939年）
- 「大信讃嘆」（顕真学苑出版部、1940年）
- 「真仏弟子の風格」「真宗読本」（道発行所、1940年）
- 「響流篇」「宗教の現実性」（顕真学苑出版部、1941年）
- 「往観偈講話」（顕真学苑出版部、1942年）
- 「聖典講話」（専長寺文書伝道部道発行所、1950年）
- 「教行信證新釈」巻上・巻中・巻下（1955年11月・1957年6月・1957年10月）
- 「蓮如上人聞書新釈」（1955年）
- 「恵信尼文書の考究」（永田文昌堂、1957年）

### 一般書
- 「先哲語録」（興教書院、1911年）
- 「浄土真宗」（内外出版、1920年）
- 「歎異抄の意訳と解説」（双樹社、1924年）
- 「家」（中外出版、1926年）
- 「歎異抄講話」（明治書院、1934年）
- 「新しき宗教生活」（文化時報社、1935年）
- 「真実の救い」（道発行所、1936年）
- 「天龍峨山」（洛南教苑出版部、1937年）
- 「真宗の教旨とその実践」（顕真学苑出版部、1937年）
- 「真宗」（有光社、1938年）
- 「浄土教の現実的展開」（大東出版社、1938年）
- 「真宗小観」（大日本真宗宣伝協会、1940年）
- 「浄土真宗」（興教書院、1940年）
- 「信仰と生活」（河出書房、1940年）
- 「親鸞聖人小部集」（真宗典籍刊行会、1943年）
- 「日本仏教の性格」[注 1]（全人社、1943年）
- 「人生と宗教」（顕真学苑出版部、1944年）
- 「尊号真像銘文講義」梅原真隆選集第1巻（専長寺文書伝道部道発行所、1950年)〜31巻「東山塔影」（1953年）
- 「歎異抄・附現代語訳」（角川書店、1954年）
- 「雲水日録」（専長寺文書伝道部道発行所、1956年）
- 「啓けゆく道」（永田文昌堂、1959年）
- 「雑華雲」（永田文昌堂、1962年）
- 「宗教に生きる」（宝文館、1965年）
- 「真宗の本尊」（百華苑、1966年）
- 「みちびかれて生きる」（教育新潮社、1960年）
- 「歎異抄―正しい味わい方―」（教育新潮社、1964年）
- 「生きた人生　生きた宗教」（教育新潮社、1966年）
- 「歎異抄講話」念仏の白道　仏教名著選（潮文社、1996年）

### 歌集
- 「薺の花」「蕗の薹」「曼珠沙華」「落栗」（顕真学苑、1966年）

### 月刊誌
- 『道』（専長寺文書伝道部道発行所、第463号にて休刊、1925〜1966年）

### 論文
- CiNii>梅原真隆
- INBUDS>梅原真隆

## 歌碑
- 「ほほえみに かがやくいのち なみだにも くもらぬいのち たたえまつらん」専長寺境内
- 「なみだ石 涙にぬれて もだしけり まことの命 ためさるるとき」本願寺鹿児島別院境内
- 「井並長太翁像」碑文